# Dinastia Traoré
A Dinastia Traoré ou Taraoré foi uma dinastia senufô islamizada que governou o Reino de Quenedugu (r. 1825–1898) nos atuais Mali, Burquina Fasso e Costa do Marfim. Alguns membros da dinastia também governaram sobre alguns Estados menores na região.

## História
Os Traorés alegadamente vieram de Canguila, na zona de Banfora, no atual Burquina Fasso. No início do século XIX, saem de Canguila em direção ao território jimini em Congue. Os irmãos mais velhos da família, Nianamaga e Tiemonconco, logo se tornam influentes no ceio do Império de Congue e gradualmente impõe sua soberania sobre os povos locais; diz-se que se costumava pensar que iriam algum dia se tornar mestres do país. Apesar de sua posição, por cometerem abusos foram forçados a sair de Congue e dirigiram-se, com exceção de seu irmão Siramanadiã Traoré, para Fincolo, a 17 quilômetros de Sicasso. Pigueba Uatara, ao assumir posição em Congue, perseguiu-os a Fincolo, onde são sitiados. Os irmãos então fugiram para Cafela, em Bugula. Novamente foram perseguidos, e por pressão dos atacantes, vão em direção a Natié, onde conseguem parar Pigueba, que então retorna a Congue. De Natié, a família Traoré se estabelece definitivamente em Bugula, que se tornou sua residência habitual. Esses eventos ocorreram ca. 1835.
Nianamaga entrou em acordo com seu irmão e decidiram que a sucessão seria feita por ordem de primogenitura, com intercalação de membros do ramo mais velho com os do mais jovem. Nianamaga morreu ca. 1845 e foi sucedido por seu irmão. Tiemonconco teve um reinado breve, e como seu antecessor, ocupou-se com a luta contra Pigueba Uatara.